# Zingiber zerumbet
Zingiber zerumbet är en enhjärtbladig växtart som först beskrevs av Carl von Linné, och fick sitt nu gällande namn av William Roscoe och James Edward Smith. Zingiber zerumbet ingår i släktet Zingiber och familjen Zingiberaceae.

## Underarter
Arten delas in i följande underarter:

## Bildgalleri

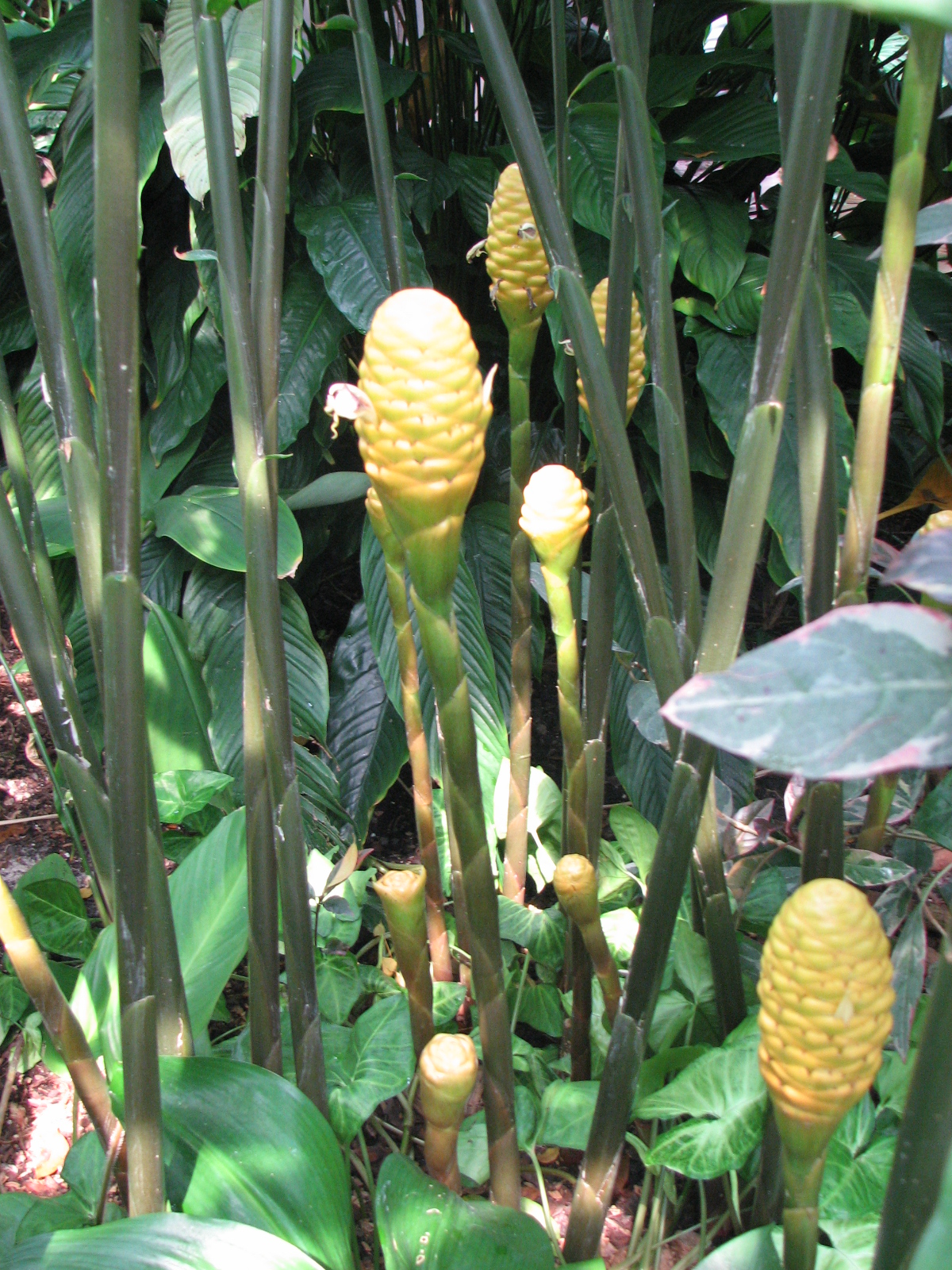